# SS Pacific
Il Pacific era una nave a vapore con propulsione a pale commissionata nel 1849 dalla Collins Line. Scomparve senza lasciare alcuna traccia nel gennaio 1856 poco dopo essere salpata da Liverpool.

## Storia
Costruita nei cantieri Brown & Bell di New York, la nave fu varata il 1º febbraio 1849. Destinata alla rotta tra New York e Liverpool, salpò per il suo primo viaggio il 25 maggio 1850.
Tra l'11 ed il 21 settembre 1850 il Pacific batté il record di velocità sulla rotta atlantica viaggiando ad una velocità media di 12,46 nodi guadagnando così il Nastro Azzurro. Avrebbe mantenuto il primato per oltre un anno, quando fu superata dalla sua nave gemella SS Baltic. Nel 1851 la capacità del vascello venne aumentata aggiungendovi 80 posti di seconda classe. Tra il 10 ed il 20 maggio il Pacific stabilì un nuovo primato tra New York e Liverpool viaggiando ad una velocità media di 13.03 nodi.
Il 23 gennaio 1856 il Pacific salpò da Liverpool con bordo 45 passeggeri e 141 membri dell'equipaggio. Da questo momento si perse ogni traccia della nave e del suo equipaggio. Nell'estate del 1861, nell'isola di Uist, nell'arcipelago delle Ebridi fu ritrovata una bottiglia con all'interno un messaggio, verosimilmente scritto da uno dei passeggeri, su quale era scritto che la nave stava affondando a causa della presenza di iceberg.